# Wendel (adelsätt)
 Wendel är en svensk adelsätt. Den inkom från tyska Brandenburg och blev adlad 1690 med regementskvartersmästaren vid Södermanlands regemente Christopher Adolphf Wendel och introducerad på Sveriges Riddarhus 1723, som adlig ätt nummer 1744. Ätten fortlever i Sverige, där medlemmarna använder namnet von Wendel, och sedan mitten av 1800-talet också i USA, där medlemmarna skriver sig som Wendell. Inga medlemmar av ätten har kunnat identifieras från tillgängliga data bland de biograferade i svenskspråkiga Wikipedia.